# HD211922
HD211922 — хімічно пекулярна зоря спектрального класу
Зорі спектрального класу й має видиму зоряну величину в смузі V приблизно 9,3.
Вона  розташована на відстані близько 1376,2 світлових років від Сонця.